# Hoplorana parterufa
Hoplorana parterufa är en skalbaggsart som beskrevs av Stefan von Breuning 1980. Hoplorana parterufa ingår i släktet Hoplorana och familjen långhorningar.
Artens utbredningsområde är Madagaskar. Inga underarter finns listade i Catalogue of Life.